# گورستان بادامکی
گورستان بادامکی مربوط به دوره ایلخانی است و در شهرستان پل‌دختر، بخش مرکزی، دهستان میانکوه غربی، روستای بادامکی واقع شده و این اثر در تاریخ ۱۵ دی ۱۳۸۷ با شمارهٔ ثبت ۲۴۲۸۶ به‌عنوان یکی از آثار ملی ایران به ثبت رسیده است.